# Dystrykt Sinazongwe
Dystrykt Sinazongwe – dystrykt w południowej Zambii w Prowincji Południowej. W 2000 roku liczył 80 455 mieszkańców (z czego 49,09% stanowili mężczyźni) i obejmował 13 576 gospodarstw domowych. Siedzibą administracyjną dystryktu jest Sinazongwe.